# Niemica (powiat sławieński)
Niemica (niem. Nemitz) – wieś w Polsce położona w województwie zachodniopomorskim, w powiecie sławieńskim, w gminie Malechowo przy drodze krajowej nr 6.
W latach 1954–1959 wieś należała i była siedzibą władz gromady Niemica, po jej zniesieniu w gromadzie Malechowo. W latach 1975–1998 miejscowość administracyjnie należała do województwa koszalińskiego.
Ok. 1 km na zachód od wsi znajduje się wzniesienie Ścina.
We wsi kościół gotycki z XIV w., przebudowany w XIX w., ołtarz i ambona renesansowe. Ruiny dworu z XVIII-XIX w. w otoczeniu pozostałości parku krajobrazowego.